# Lisa Marie Presley

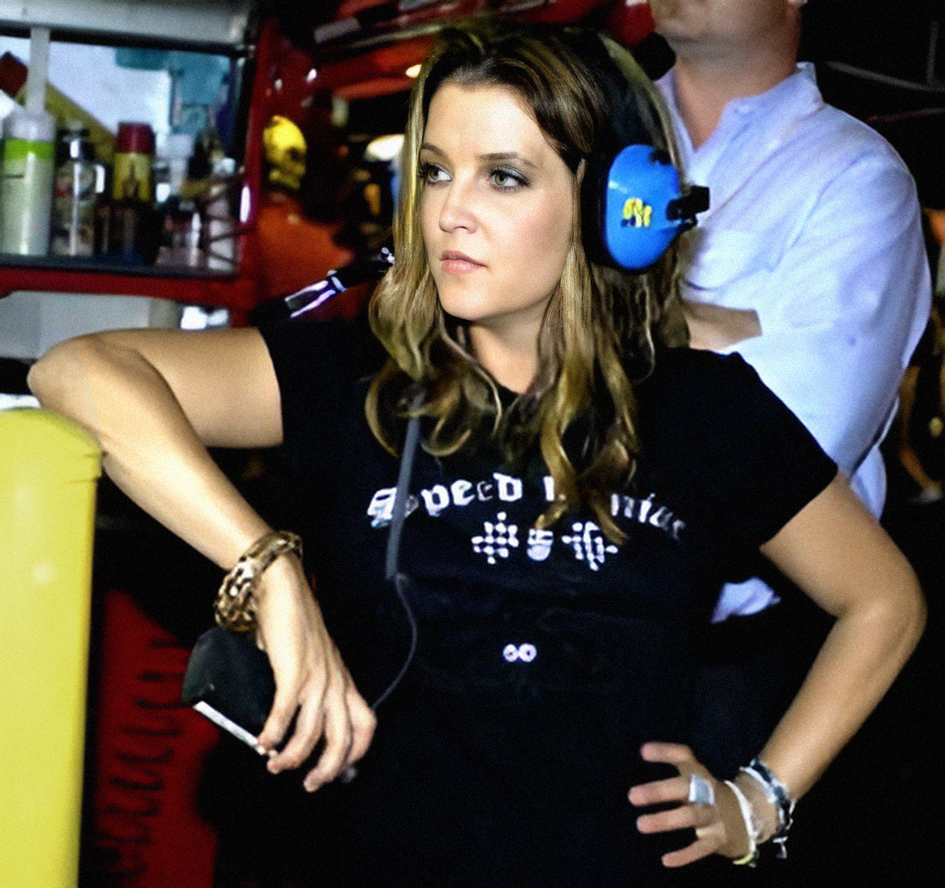
Lisa Marie Presley (2005)

Lisa Marie Presley (* 1. Februar 1968 in Memphis, Tennessee; † 12. Januar 2023 in Los Angeles, Kalifornien) war eine US-amerikanische Sängerin und Songschreiberin. Sie war das einzige Kind des Sängers Elvis Presley und der Schauspielerin Priscilla Presley.

## Leben
Lisa Marie Presley wurde 1968 in Memphis geboren und lebte bis zur Trennung ihrer Eltern im Jahr 1972 in Graceland. Auch danach verbrachte sie regelmäßig Zeit auf dem Anwesen und war auch dort, als ihr Vater 1977 starb. Sie war Mitglied von Scientology.
Presley war viermal verheiratet. Die erste Ehe mit Danny Keough, den sie über Scientology kennengelernt hatte, dauerte von 1988 bis 1994. Keough war später Bassist in ihrer Band. Mit ihm bekam sie zwei Kinder; ihre 1989 geborene Tochter Riley Keough ist Schauspielerin und Model. Ihr 1992 geborener Sohn Benjamin Keough starb im Juli 2020 im Alter von 27 Jahren durch Suizid.
Zwei Wochen nach der Scheidung von Keough heiratete Presley den Popsänger Michael Jackson; die Ehe hielt bis 1996. Ihr dritter Ehemann wurde 2002 der Schauspieler Nicolas Cage, der nach drei Monaten die Scheidung einreichte. Im Januar 2006 heiratete sie den Musiker und Produzenten Michael Lockwood, mit dem sie 2008 Zwillingstöchter bekam. 2016 reichte das Paar die Scheidung ein, die 2021 vollzogen wurde.
Im Januar 2023 wurde Presley nach einem Herzstillstand leblos in ihrem Zuhause aufgefunden. Sie wurde wiederbelebt und starb im Krankenhaus im Alter von 54 Jahren. Als Todesursache wurde ein Darmverschluss festgestellt, der nach einem im Jahr zuvor vorgenommenen gewichtsreduzierenden Eingriff entstanden war. Sie wurde in Graceland beigesetzt, wo sich auch die Gräber ihres Vaters und ihres Sohnes befinden.

## Musikkarriere
2003 brachte Presley ihr erstes Album, To Whom It May Concern, auf den Markt, auf dem sie den Tod ihres Vaters sowie ihre Ehen verarbeitete. Das Album belegte Platz fünf der Billboard 200. 2005 folgte das Album Now What, das Platz neun der US-Albumcharts erreichte. Im Mai 2012 erschien ihr Album Storm & Grace; als Singleauskopplung wurde im April 2012 You Ain’t Seen Nothin’ Yet veröffentlicht.

## Soziales Engagement
Presley beaufsichtigte von 2013 bis 2019 die Elvis Presley Charitable Foundation, eine gemeinnützige Organisation, die sich unter anderem zu den Themenfeldern Obdachlosigkeit und gemeinnützige Immobilien engagiert.

## Diskografie

### Studioalben
| Jahr | Titel                  | Höchstplatzierung, Gesamtwochen, AuszeichnungChartplatzierungen (Jahr, Titel, Platzierungen, Wochen, Auszeichnungen, Anmerkungen) | Höchstplatzierung, Gesamtwochen, AuszeichnungChartplatzierungen (Jahr, Titel, Platzierungen, Wochen, Auszeichnungen, Anmerkungen) | Höchstplatzierung, Gesamtwochen, AuszeichnungChartplatzierungen (Jahr, Titel, Platzierungen, Wochen, Auszeichnungen, Anmerkungen) | Höchstplatzierung, Gesamtwochen, AuszeichnungChartplatzierungen (Jahr, Titel, Platzierungen, Wochen, Auszeichnungen, Anmerkungen) | Anmerkungen                         |
| Jahr | Titel                  | DE | CH | UK | US | Anmerkungen                         |
| ---- | ---------------------- | --- | --- | --- | --- | ----------------------------------- |
| 2003 | To Whom It May Concern | DE74 (1 Wo.)DE | CH86 (1 Wo.)CH | UK52 (2 Wo.)UK | US5 Gold · (18 Wo.)US | Erstveröffentlichung: 8. April 2003 |
| 2005 | Now What               | — | CH76 (1 Wo.)CH | — | US9 (7 Wo.)US | Erstveröffentlichung: 5. April 2005 |
| 2012 | Storm & Grace          | — | — | — | US45 (2 Wo.)US | Erstveröffentlichung: 15. Mai 2012  |

### Singles
| Jahr | Titel Album                       | Höchstplatzierung, Gesamtwochen, AuszeichnungChartplatzierungen (Jahr, Titel, Album, Platzierungen, Wochen, Auszeichnungen, Anmerkungen) | Höchstplatzierung, Gesamtwochen, AuszeichnungChartplatzierungen (Jahr, Titel, Album, Platzierungen, Wochen, Auszeichnungen, Anmerkungen) | Höchstplatzierung, Gesamtwochen, AuszeichnungChartplatzierungen (Jahr, Titel, Album, Platzierungen, Wochen, Auszeichnungen, Anmerkungen) | Höchstplatzierung, Gesamtwochen, AuszeichnungChartplatzierungen (Jahr, Titel, Album, Platzierungen, Wochen, Auszeichnungen, Anmerkungen) | Anmerkungen                     |
| Jahr | Titel Album                       | DE | CH | UK | US | Anmerkungen                     |
| ---- | --------------------------------- | --- | --- | --- | --- | ------------------------------- |
| 2003 | Lights Out To Whom It May Concern | — | — | UK16 (6 Wo.)UK | — | Erstveröffentlichung: Juli 2003 |

Weitere Singles
- 2003: Sinking In
- 2005: Dirty Laundry
- 2005: Idiot
- 2007: In the Ghetto (digital remixtes Duett mit Elvis Presley)
- 2012: You Ain’t Seen Nothin’ Yet

## Publikation
- Mit Priscilla Beaulieu Presley, David Ritz: Elvis by the Presleys. Crown Archetype, 2005, ISBN 0-307-23741-9
- Lisa Marie Presley (posthume Veröffentlichung), Riley Keough: From Here to the Great Unknown – Von hier ins Ungewisse: Erinnerungen, Übersetzung von Sylvia Bieker und Henriette Zeltner-Shane, Penguin, München 2024, ISBN 978-3-328-60378-8